# Glazeley
Glazeley – wieś i civil parish w Anglii, w hrabstwie Shropshire. W 2001 roku civil parish liczyła 22 mieszkańców. Glazeley jest wspomniana w Domesday Book (1086) jako Gleslei.